# تشارلي ديفيس (لاعب كرة قدم أمريكية)
تشارلي ديفيس (بالإنجليزية: Charlie Davis)‏ هو لاعب كرة قدم أمريكية أمريكي، ولد في 6 يناير 1952 في ويست كولومبيا في الولايات المتحدة.

## وصلات خارجية
- تشارلي ديفيس على موقع مرجع كرة القدم المحترفة.كوم (الإنجليزية)